# گیبا
گیبا (به ایتالیایی: Giba) یک کومونه در ایتالیا است که در استان کاربونیا-ایگلسیاس واقع شده‌است.

## خصوصیات
گیبا ۳۴٫۶۵ کیلومترمربع مساحت و ۲٬۰۹۳ نفر جمعیت دارد.